# Кубок Німеччини з футболу 1982—1983
Кубок Німеччини з футболу 1982—1983 — 40-й розіграш кубкового футбольного турніру в Німеччині, 31 кубковий турнір на території Федеративної Республіки Німеччина після закінчення Другої світової війни. У кубку взяли участь 64 команди. Переможцем кубка Німеччини вчетверте став Кельн.

## Другий раунд
| Команда 1                       | Рахунок | Команда 2                |
| ------------------------------- | ------- | ------------------------ |
| 15 жовтня 1982                  |         |                          |
| Рот-Вайс (Люденшайд) (3)        | 1:3     | Дармштадт 98 (2)         |
| 16 жовтня 1982                  |         |                          |
| Ворматія (Вормс) (3)            | 2:0     | Баунаталь (3)            |
| Майнц 05 (3)                    | 3:6 дч  | Шальке 04                |
| Хаммер (3)                      | 1:1 дч  | Бохум                    |
| Вальдгоф (2)                    | 2:0     | Франкфурт (2)            |
| Ульм 1846 (3)                   | 0:0 дч  | Фортуна (Кельн) (2)      |
| Айнтрахт (Трір) (3)             | 1:2     | Штутгартер Кікерс (2)    |
| Мюнхен 1860 (3)                 | 1:0     | Баварія (аматори) (3)    |
| Кельн                           | 3:1     | Баєр 04                  |
| Фортуна (Дюссельдорф)           | 0:2     | Штутгарт                 |
| Армінія (Білефельд)             | 2:0     | Нюрнберг                 |
| Айнтрахт (Брауншвейг)           | 2:0     | Баварія                  |
| Гамбург                         | 3:2     | Вердер                   |
| Уніон (Солінген) (2)            | 0:2     | Боруссія (Менхенгладбах) |
| Байройт (3)                     | 0:1     | Герта (Західний Берлін)  |
| Рот-Вайс (Обергаузен) (3)       | 0:1     | Боруссія (Дортмунд)      |
| 26 жовтня 1982 (перегравання)   |         |                          |
| Бохум                           | 6:1     | Хаммер (3)               |
| 9 листопада 1982 (перегравання) |         |                          |
| Фортуна (Кельн) (2)             | 3:0     | Ульм 1846 (3)            |

## Третій раунд
| Команда 1                    | Рахунок | Команда 2             |
| ---------------------------- | ------- | --------------------- |
| 14 грудня 1982               |         |                       |
| Айнтрахт (Брауншвейг)        | 1:2     | Фортуна (Кельн) (2)   |
| 15 грудня 1982               |         |                       |
| Боруссія (Дортмунд)          | 4:2     | Дармштадт 98 (2)      |
| Боруссія (Менхенгладбах)     | 1:0     | Вальдгоф (2)          |
| 17 грудня 1982               |         |                       |
| Герта (Західний Берлін)      | 2:1     | Гамбург               |
| 18 грудня 1982               |         |                       |
| Ворматія (Вормс) (3)         | 0:4     | Штутгарт              |
| Мюнхен 1860 (3)              | 1:3     | Бохум                 |
| Шальке 04                    | 2:2 дч  | Армінія (Білефельд)   |
| Кельн                        | 5:1     | Штутгартер Кікерс (2) |
| 25 січня 1983 (перегравання) |         |                       |
| Армінія (Білефельд)          | 0:1     | Шальке 04             |

## Чвертьфінали
| Команда 1                     | Рахунок | Команда 2                |
| ----------------------------- | ------- | ------------------------ |
| 12 лютого 1983                |         |                          |
| Боруссія (Менхенгладбах)      | 2:2 дч  | Фортуна (Кельн) (2)      |
| 1 березня 1983                |         |                          |
| Штутгарт                      | 2:0     | Герта (Західний Берлін)  |
| Кельн                         | 5:0     | Шальке 04                |
| 8 березня 1983                |         |                          |
| Боруссія (Дортмунд)           | 3:1 дч  | Бохум                    |
| 8 березня 1983 (перегравання) |         |                          |
| Фортуна (Кельн) (2)           | 2:1     | Боруссія (Менхенгладбах) |

## Півфінали
| Команда 1           | Рахунок | Команда 2           |
| ------------------- | ------- | ------------------- |
| 2 квітня 1983       |         |                     |
| Кельн               | 3:2 дч  | Штутгарт            |
| 4 квітня 1983       |         |                     |
| Фортуна (Кельн) (2) | 5:0     | Боруссія (Дортмунд) |

## Фінал
| 11 червня 1983 16:00 (CET) |

| Кельн          | 1:0      | Фортуна (Кельн) (2) |
| -------------- | -------- | ------------------- |
| Літтбарскі 68' | Протокол |                     |

| Мюнгерсдорфершта́діон, Кельн Глядачів: 61 000 Арбітр: Вальтер Енгель |